# Wellington Museum

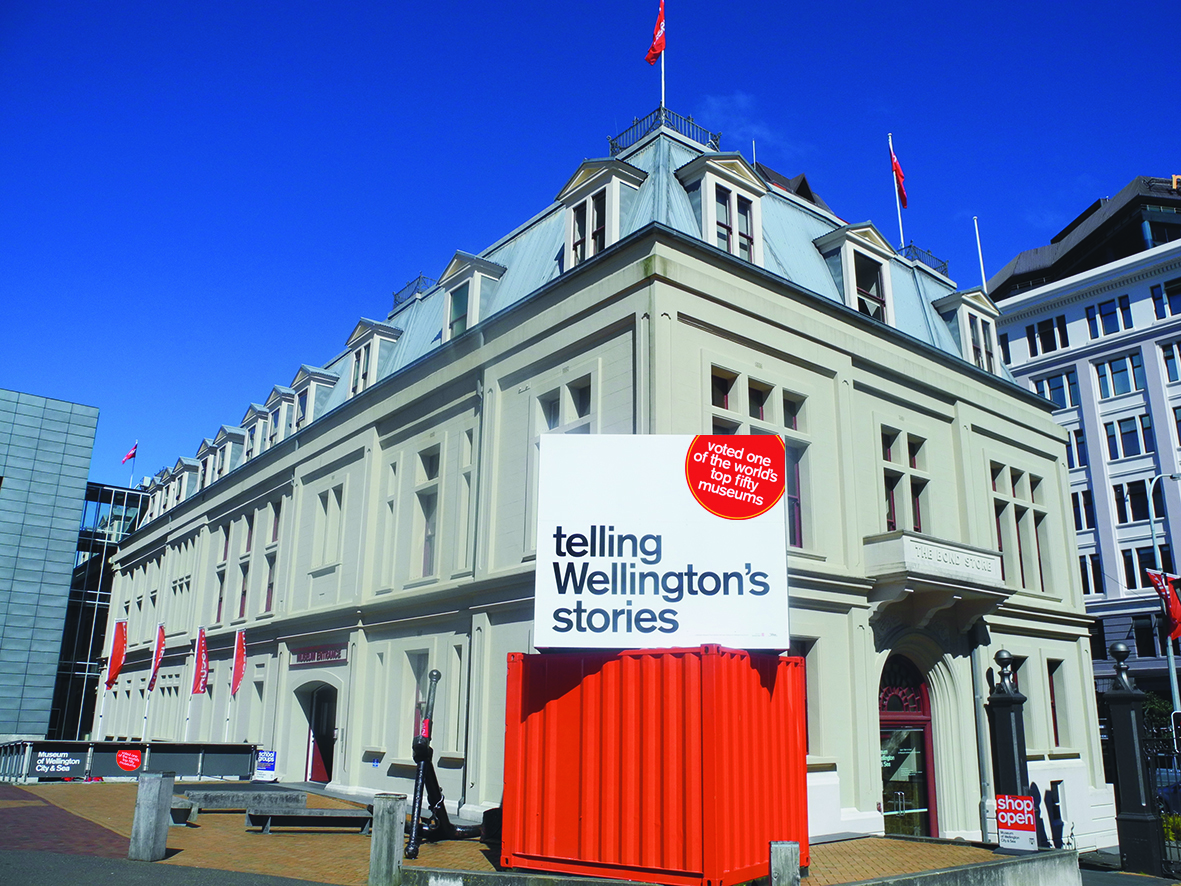
Das Museumsgebäude noch unter dem alten Namen Museum of Wellington City & Sea

Das Wellington Museum, bis Mai 2015 Museum of Wellington City & Sea genannt, ist ein neuseeländisches Museum zur Geschichte der Stadt Wellington und seiner Umgebung. Es befindet sich im 1892 erbauten Bond Store, einem historischen Gebäude am Jervois Quay im Hafenviertel von Wellington Harbour.

## Geschichte
Das Museum wurde ursprünglich 1972 von der Wellingtoner Hafenbehörde als maritimes Museum konzipiert. Mit der 1989 begonnenen Umstrukturierung öffentlicher Einrichtungen in Neuseeland, beschloss der Stadtrat von Wellington das Ausstellungsspektrum um die soziale und kulturelle Geschichte der Region zu erweitern. Die Umgestaltung des Gebäudes in das Museum of Wellington City & Sea wurde 1999 abgeschlossen. Es wird vom Museums Trust geführt. Das Museum wurde im Mai 2015 in Wellington Museum umbenannt, was alleine Kosten in Höhe vom 30.000 NZ$ verursachte.

## Themen des Museums
Der Bereich By the Sea we Live zeigt die maritime Geschichte der Stadt, während Te Whanganui-a-Tara die Geschichte der Māori und der europäischen Besiedlung behandelt. Eine Ausstellung über das 20. Jahrhundert vermittelt den Besuchern einen Eindruck über die Entwicklung Wellingtons in den vergangenen hundert Jahren. Auf einer Kinoleinwand wird eine Reihe von Filmen über Wellingtons Geschichte gezeigt. Dieser Ausstellungsabschnitt unterteilt sich in den Bereich Mythen der Māori, der andere ist dem Gedenken des Fährunglücks der Wahine ferry im Hafen von Wellington gewidmet. Die angeschlossene Ausstellung zeigt die Plimmer's Ark, die Überreste eines Segelschiffes aus dem Jahre 1848, das während Renovierungsarbeiten zwischen 1997 und 1999 in der Old Bank Arcade entdeckt wurde.   